# Oberbadischer Radfahrer-Bund

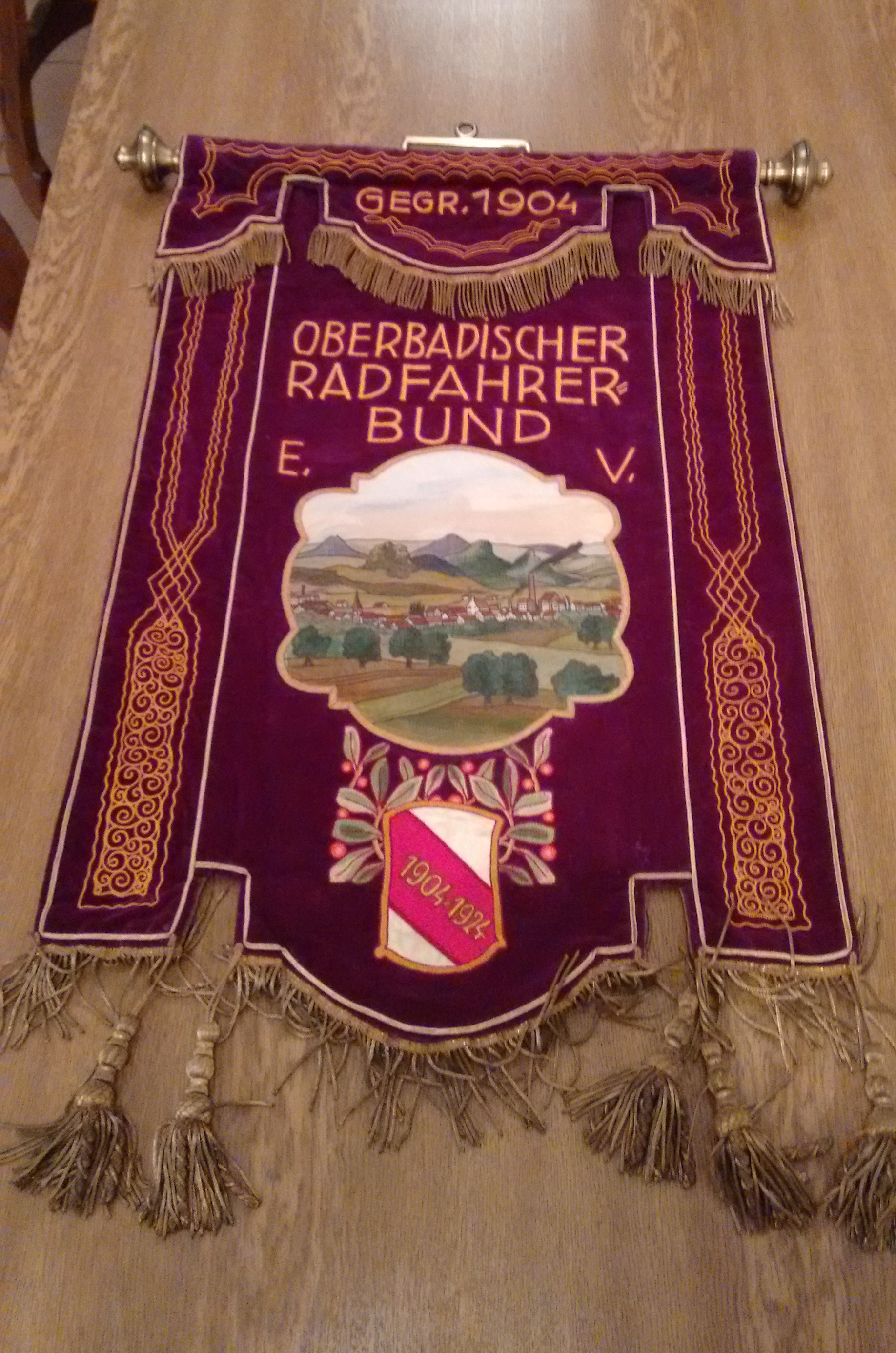
Banner Oberbadischer Radfahrer-Bund 1924, Vorderseite

Der Oberbadische Radfahrer-Bund (OBRB) war ein Verband für Radfahrer-Vereine im badischen Oberland. Er wurde im Jahr 1904 gegründet und im Jahr 1933 im Rahmen der Gleichschaltung aufgelöst.
Der OBRB gehörte im Jahr 1924 zu den Gründungsmitgliedern der Vereinigung Deutscher Radsport-Verbände.

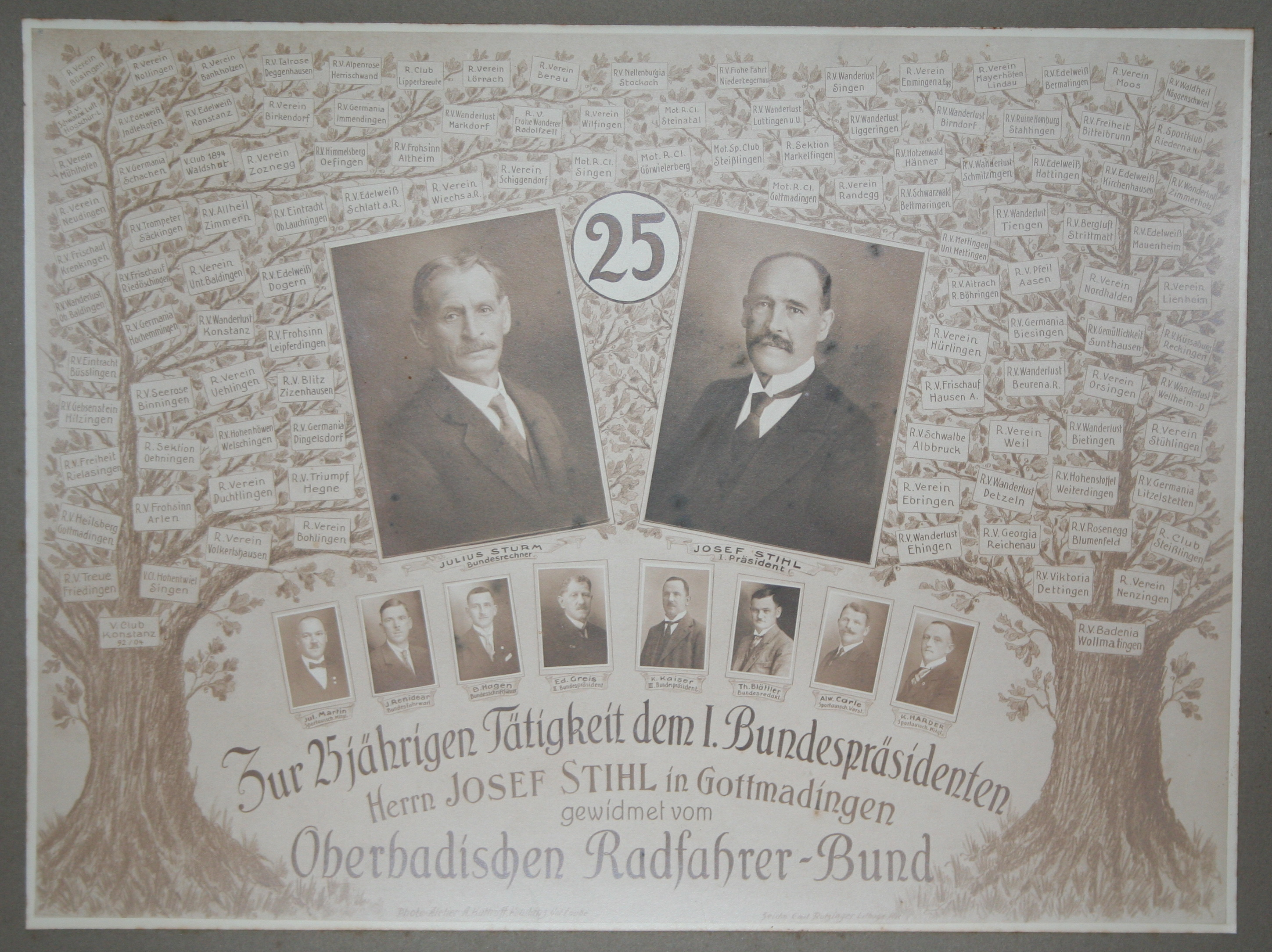
Liste der Mitgliedsvereine und Vorstandsmitglieder des Oberbadischen Radfahrer-Bundes, ca. 1930

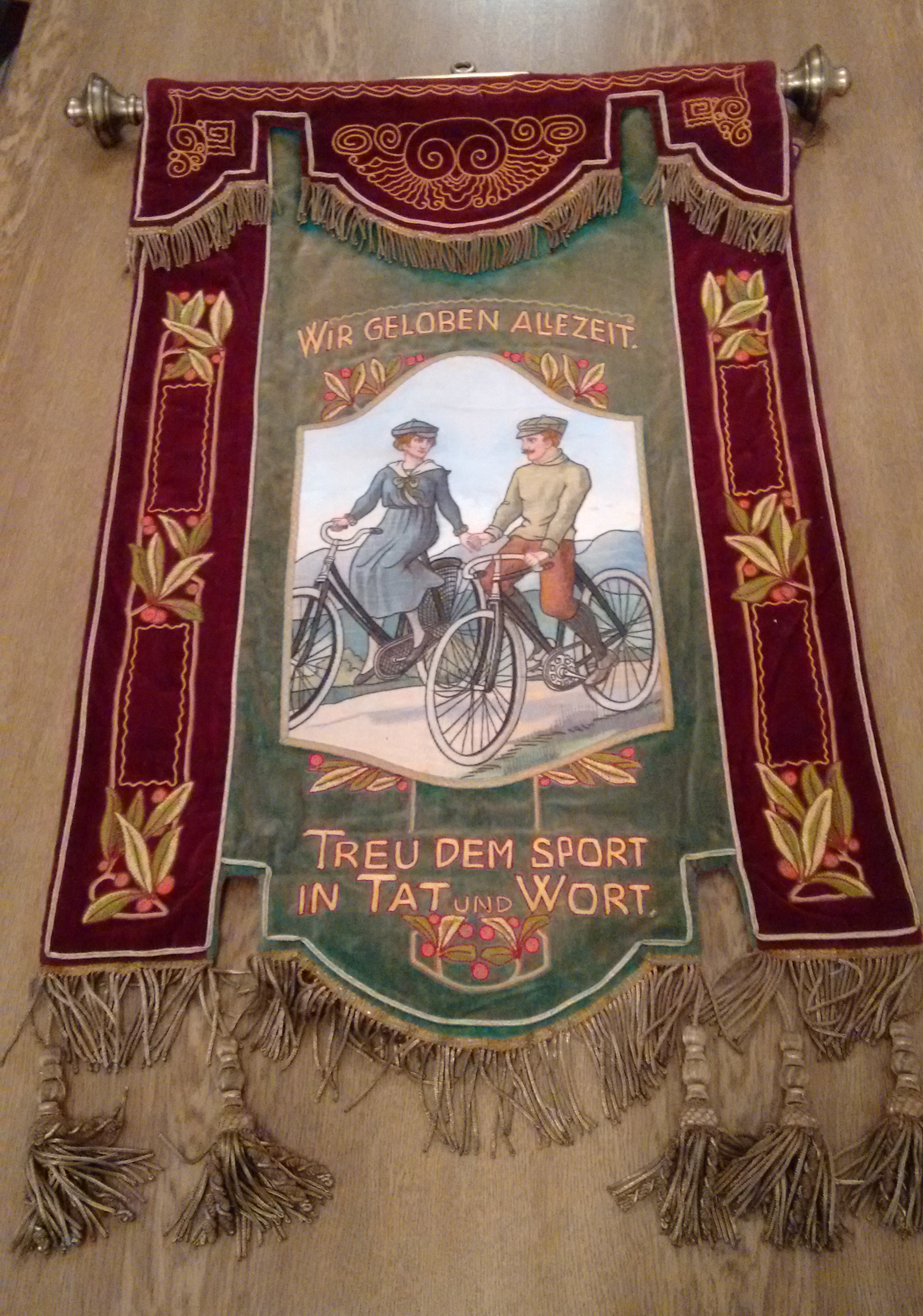
Banner Oberbadischer Radfahrer-Bund 1924, Rückseite

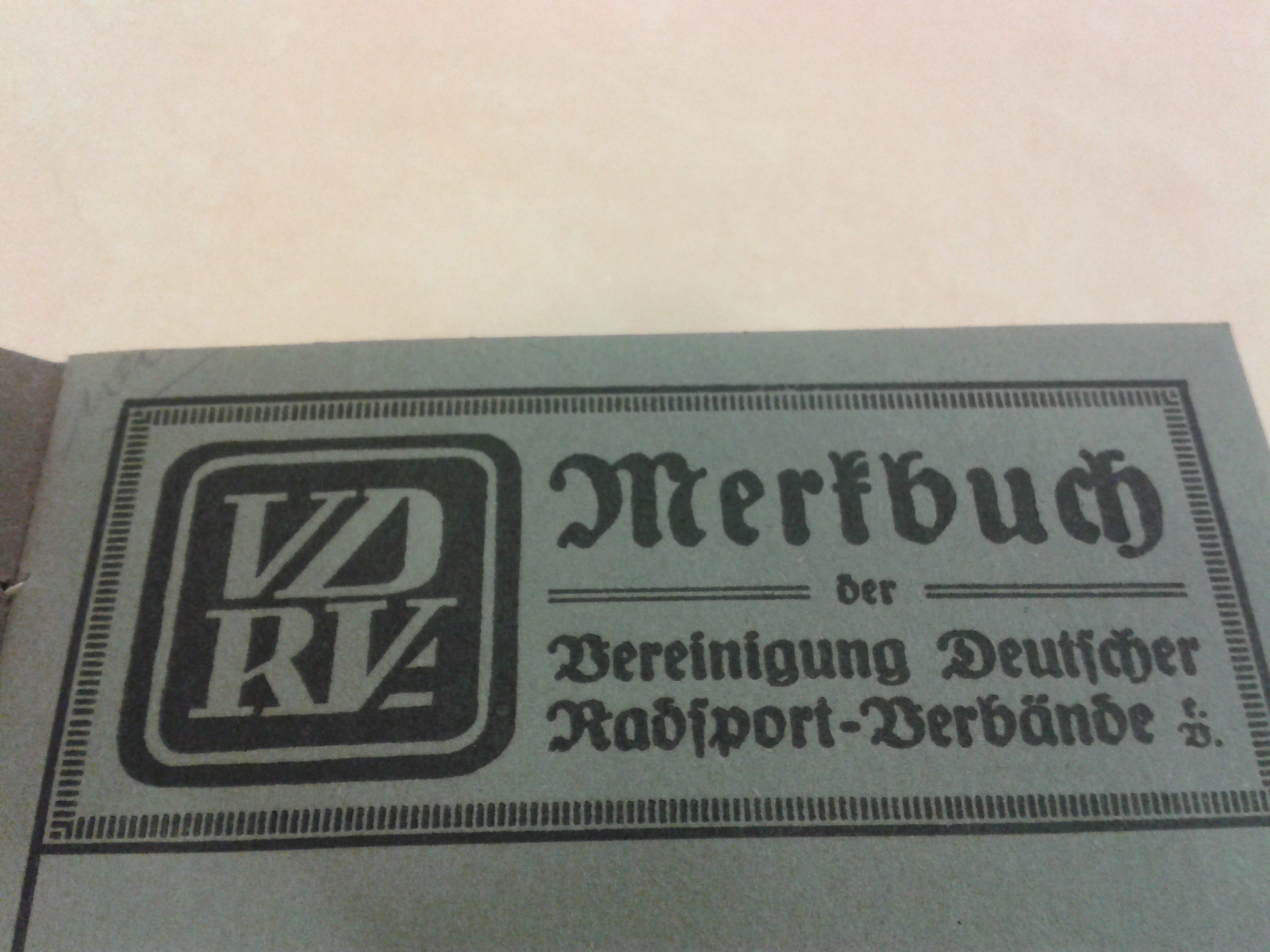
Logo der Vereinigung Deutscher Radsport-Verbände und Titel des Merkbuchs von 1925

Am 9. Mai 1920 diskutierte die Bundeshauptversammlung des Süddeutschen Radfahrer-Bunds in Singen abschließend eine etwaige Verschmelzung mit dem Oberbadischen Radfahrer-Bund. Zuvor hatte eine gemeinsame Sitzung der Ausschüsse beider Bünde stattgefunden. Bereits im Oktober 1919 hatten Ausschüsse beider Radfahrerbünde über die Vereinigung verhandelt. Statt des vorgeschlagenen Namens Süddeutsche Radfahrer-Bund sollte der gemeinsame Name Südwestdeutscher Radfahrer-Bund lauten. Schließlich wurde die Verschmelzung von der Hauptversammlung mehrheitlich abgelehnt.

## Mitgliedsvereine
Eine um 1930 anlässlich des 25-jährigen Amtsjubiläums des Präsidenten Josef Stihl erstellte Grafik führt 113 angeschlossene Vereine auf:
- Mot.R.Cl.  Steinatal
- Mot.R.Cl. Görwielerberg
- Mot.R.Cl. Gottmadingen
- Mot.R.Cl. Singen
- Mot.Sp.Club Steißlingen
- R.Club Lippertsreute
- R.Club Steißlingen
- R.Sektion Markelfingen
- R.Sektion Öhningen
- R.Sportklub Riedern an N.
- R.V. Aitrach R.Böhringen
- R.V. Allheil Zimmern
- R.V. Alpenrose Herrischwand
- R.V. Badenia Wollmatingen
- R.V. Bergluft Strittmatt
- R.V. Blitz Zizenhausen
- R.V. Edelweiß Bermatingen
- R.V. Edelweiß Dogern (ab 1922[5])
- R.V. Edelweiß Hattingen
- R.V. Edelweiß Indlekofen
- R.V. Edelweiß Kirchenhausen
- R.V. Edelweiß Konstanz
- R.V. Edelweiß Mauenheim
- R.V. Edelweiß Schlatt am Randen
- R.V. Eintracht Büslingen
- R.V. Eintracht Oberlauchringen
- R.V. Freiheit Bittelbrunn
- R.V. Freiheit Rielasingen
- R.V. Frischauf Hausen A.
- R.V. Frischauf Krenkingen
- R.V. Frischauf Riedöschingen
- R.V. Frohe Fahrt Niedertegernau
- R.V. Frohe Wanderer Radolfzell
- R.V. Frohsinn Altheim
- R.V. Frohsinn Arlen
- R.V. Frohsinn Leipferdingen
- R.V. Gebsenstein Hilzingen
- R.V. Gemütlichkeit Sunthausen
- R.V. Georgia Reichenau
- R.V. Germania Biesingen
- R.V. Germania Dingelsdorf
- R.V. Germania Hochemmingen
- R.V. Germania Immendingen
- R.V. Germania Litzelstetten
- R.V. Germania Schachen
- R.V. Heilsberg Gottmadingen
- R.V. Himmelsberg Öfingen
- R.V. Hohenhöhen Welschingen
- R.V. Hohenstoffel Weiterdingen
- R.V. Hotzenwald Hänner
- R.V. Küssaburg Reckingen
- R.V. Mettingen Untermettingen
- R.V. Nellenburgia Stockach
- R.V. Peil Aasen
- R.V. Rosenegg Blumenfeld
- R.V. Ruine Homburg Stahringen
- R.V. Schwalbe Albbruck
- R.V. Schwarzwald Bettmaringen
- R.V. Schwarzwaldluft Hogschür
- R.V. Seerose Binningen
- R.V. Talrose Deggenhausen
- R.V. Treue Friedingen
- R.V. Triumph Hegne
- R.V. Trompeter Säckingen
- R.V. Viktoria Dettingen
- R.V. Waldheil Nöggenschwiel
- R.V. Wanderlust Beuren am Ried
- R.V. Wanderlust Bietingen
- R.V. Wanderlust Birndorf
- R.V. Wanderlust Detzeln
- R.V. Wanderlust Ehingen
- R.V. Wanderlust Konstanz
- R.V. Wanderlust Liggeringen
- R.V. Wanderlust Luttingen u. U.
- R.V. Wanderlust Markdorf
- R.V. Wanderlust Oberbaldingen
- R.V. Wanderlust Schmitzingen
- R.V. Wanderlust Singen
- R.V. Wanderlust Tiengen
- R.V. Wanderlust Weilheim-D
- R.V. Wanderlust Zimmerholz
- Radfahrerverein Bankholzen
- Radfahrerverein Berau
- Radfahrerverein Birkendorf
- Radfahrerverein Bohlingen
- Radfahrerverein Büsingen
- Radfahrerverein Duchtlingen
- Radfahrerverein Ebringen
- Radfahrerverein Emmingen ab Egg
- Radfahrerverein Hürlingen
- Radfahrerverein Lienheim
- Radfahrerverein Lörrach
- Radfahrerverein Mayerhöfen Lindau
- Radfahrerverein Moos
- Radfahrerverein Mühlhofen
- Radfahrerverein Nenzingen
- Radfahrerverein Neudingen
- Radfahrerverein Nollingen
- Radfahrerverein Nordhalden
- Radfahrerverein Orsingen
- Radfahrerverein Randegg
- Radfahrerverein Schiggendorf
- Radfahrerverein Stühlingen
- Radfahrerverein Ühlingen
- Radfahrerverein Unterbaldingen
- Radfahrerverein Volkertshausen
- Radfahrerverein Weil
- Radfahrerverein Wiechs am Randen
- Radfahrerverein Wilfingen
- Radfahrerverein Zoznegg
- Velo-Club 1894 Waldshut
- Velo-Club Hohentwiel Singen
- Velo-Club Konstanz 92/04 (ab 1904[6][7])